# Икшинское водохранилище
И́кшинское водохрани́лище — одно из водохранилищ системы канала имени Москвы. Расположено в Московской области, в пределах Мытищинского района. Получило своё название по речке Икше (как и посёлок Икша), притока реки Яхромы, по верховьям которой был проложен канал имени Москвы. Площадь — 4,86 км²
Полезный объём — 8 млн м³. Ширина — до 1,5 километра, длина составляет 5,6 км, глубина — до 8 м. Замерзает в середине ноября, вскрывается в середине апреля.
Водохранилище судоходно. Северная часть водохранилища соединяется через участок канала со шлюзом № 6 канала имени Москвы, а юго-восточная часть водохранилища соединяется через участок канала с Пестовским водохранилищем.
На водохранилище располагаются пристани «Речка Чёрная» и «Икша».
Используется для водоснабжения Москвы. Популярное место отдыха. В водохранилище ловятся окунь, плотва, налим, подлещик, ёрш и пескарь.
17 июля 1972 года на Икшинское водохранилище из-за отключения двигателей вынужденно сел Ту-134 Министерства гражданской авиации. Никто не пострадал.

### Упоминания в литературе
В повести Кира Булычёва «Путешествие Алисы» водоём упоминается как место, где, якобы, обитает щука-гигант, пожирающая мальков. О существовании последней Алиса узнала со слов бывалых рыболовов. Именно с целью поймать легендарную рыбу, Алиса и её друзья украли из школьного музея золотой самородок, понадобившийся для изготовления блесны.